# Tjakkikjaureh
Tjakkikjaureh är en sjö i Arjeplogs kommun i Lappland och ingår i Umeälvens huvudavrinningsområde. Sjön har en area på 0,791 kvadratkilometer och ligger 1 003,9 meter över havet. Sjön avvattnas av vattendraget Vindelälven.

## Delavrinningsområde
Tjakkikjaureh ingår i det delavrinningsområde (736246-149705) som SMHI kallar för Ovan VDRID = 709644-169875 i Vindelälvens vattend*. Medelhöjden är 1 087 meter över havet och ytan är 27,93 kvadratkilometer. Det finns inga avrinningsområden uppströms utan avrinningsområdet är högsta punkten. Vindelälven som avvattnar avrinningsområdet har biflödesordning 2, vilket innebär att vattnet flödar genom totalt 2 vattendrag innan det når havet efter 477 kilometer. Avrinningsområdet består mestadels av kalfjäll (97 procent). Avrinningsområdet har 0,91 kvadratkilometer vattenytor vilket ger det en sjöprocent på 3,2 procent.